# Black Mountain (groupe)
Pour les articles homonymes, voir Black Mountain.
Black Mountain est un groupe de rock canadien, originaire de Vancouver, en Colombie-Britannique. Il est composé de Stephen McBean, Amber Webber, Matt Camirand, Jeremy Schmidt, et Joshua Wells.

## Biographie

### Origines
Stephen (Gord) Gordon McBean (né en 1969) est né à Vancouver et a grandi à Kleinburg et Sidney (Colombie-Britannique). Adolescent, il s'intéresse à la musique et fait partie de la scène punk rock locale de Victoria,. Il forme son premier groupe, Jerk Ward, en 1981 ; en 1984, le groupe enregistre une démo plus tard rééditée en 2009 sous le nom de Too Young to Thrash. Le groupe s'implique dans Mission of Christ (MOC) qui enregistrera un split 7" en 1987. Deux ans plus tard, le groupe se sépare et McBean emménage à Vancouver où il démarre le groupe Gus. Ils sortent deux singles, un split EP et un album The Progressive Science of Breeding Idiots for a Dumber Society (1995).
En 1996, McBean demande au batteur Joshua Wells (Radio Berlin) de se joindre à son ancien groupe, Dead Teenager. Vers 1999, il devient un duo Wells/McBean sous le nom de Jerk With a Bomb. Ils signent au label Scratch Records et Jagjaguwar aux US, et sortent trois albums : Death to False Metal (1999), The Old Noise (2001) et  Pyrokinesis (2003). Ce dernier fait participer Amber Webber de Dream on Dreary au chant.

### Black Mountain
Alors que McBean et Wells jouent toujours sous le nom de Jerk With a Bomb en 2003, McBean enregistre une démo qui comprend le morceau Black Mountain,. Au début de 2004, les deux commencent à enregistrer sous ce même nom aux côtés de Webber, du bassiste Matt Camirand et du claviériste Jeremy Schmidt. Ils enregistrent un album homonyme huit pistes pendant la moitié de l'année. McBean would décrira par la suite ce changement comme : « presque un album. Je veux dire, j'aimais bien Jerk With a Bomb, mais ça en est venu à un point où ça ne le faisait plus pour moi, j'en ai fini avec cette partie de ma vie. »
La première sortie sous ce nom est un split 7" avec Destroyer qui comprend le morceau Bicycle Man. L'album est publié chez Scratch Records au Canada en décembre 2004, alors que Jagjaguwar le sort un mois plus tard. Le groupe tourne en Amérique du Nord et en Europe, tandis qu'en juin sort le 12" single Druganaut b/w Buffalo Swan aux US. En août 2005, le groupe ouvre pour Coldplay à leur tournée Twisted Logic Tour pendant trois semaines, et conclut à San Diego,. Le même mois, l'album est sorti en Allemagne chez City Slang Records.
Leur deuxième album In the Future devient finaliste du Polaris Music Prize. En septembre 2010, Black Mountain joue dans un amphithéâtre  dans les bois d'Oisterwijk au festival Incubate de Tilbourg, Pays-Bas. McBean formera un autre groupe au nom similaire, Pink Mountaintops, tandis que Webber joue au sein des groupes Kodiak Deathbeds et Lightning Dust
En 2010, McBean emménage à Los Angeles. Le groupe publie son troisième album, Wilderness Heart, en septembre 2011 qui est produit par Randall Dunn et Dave Sardy. Il est nommé la même année pour le Polaris Music Prize.
Le 1er avril 2016, ils sortent leur quatrième album, IV.